# Synchiropus springeri
Synchiropus springeri es una especie de peces de la familia Callionymidae en el orden de los Perciformes.

## Morfología
• Los machos pueden llegar alcanzar los 1,8 cm de longitud total.

## Hábitat
Es un pez de mar y de clima tropical y demersal que vive hasta los 0-20 m  de profundidad.

## Distribución geográfica
Se encuentra en Fiyi.

## Observaciones
Es inofensivo para los humanos